# Merulius tremellosus
Espèce
Merulius tremellosus, de son nom vernaculaire, la mérule tremblante ou tremblotante, est un champignon saprophyte non comestible, de consistance flexible et molle et parfois responsable de la destruction des bois de charpente de maisons anciennes. Il fait partie du genre Merulius dans la famille des Meruliaceae de l'ordre des Polyporales.

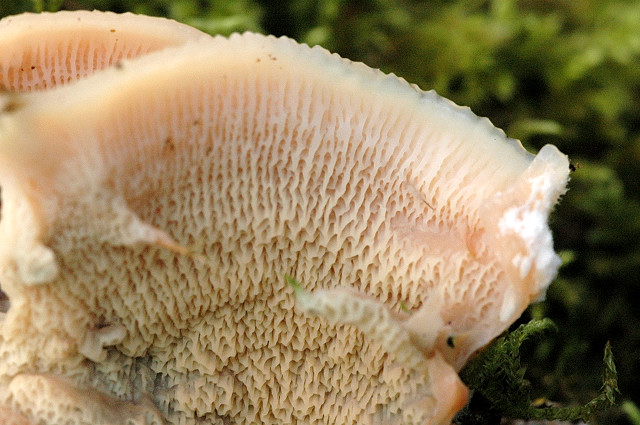
Merulius tremellosus

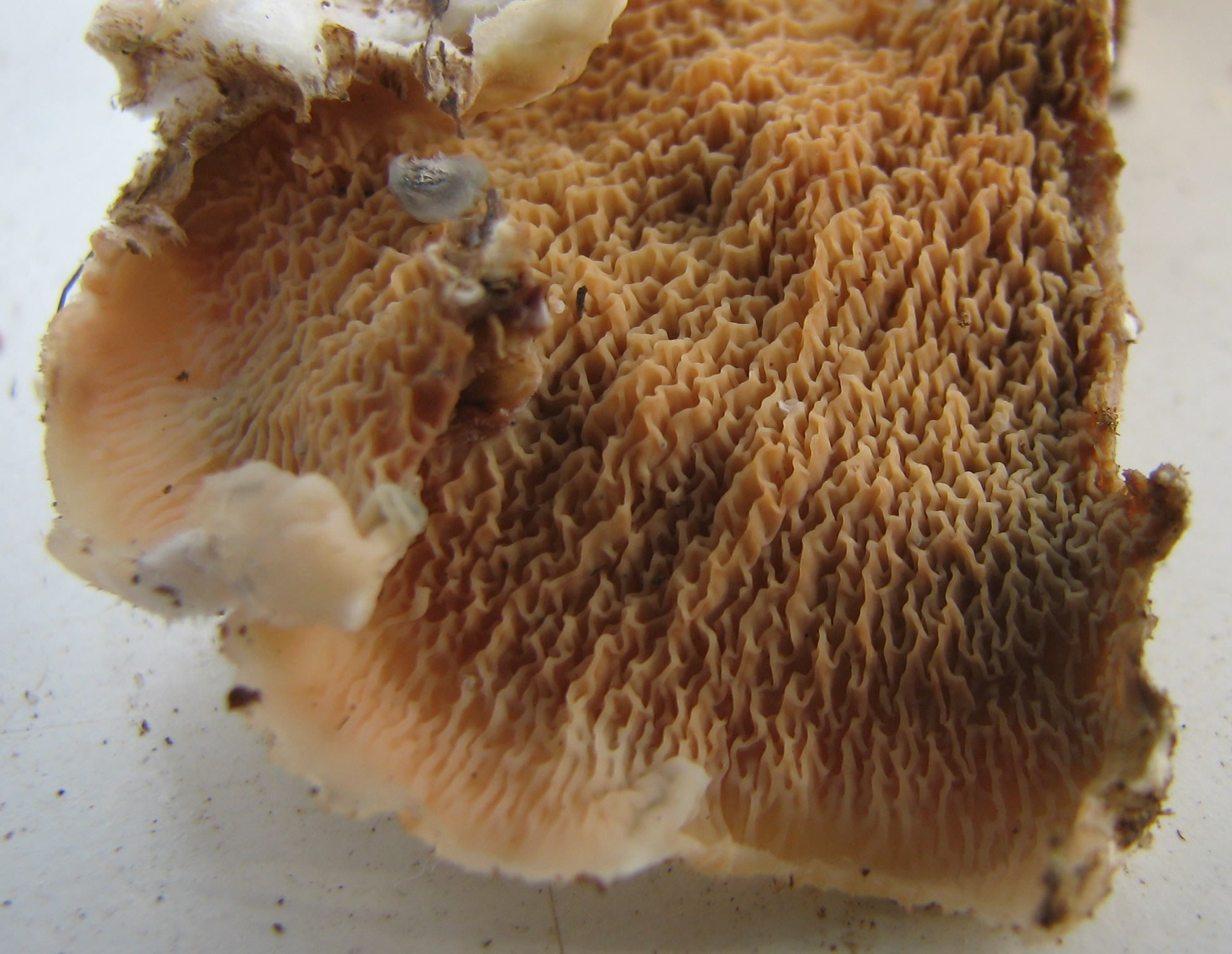
Merulius tremellosus

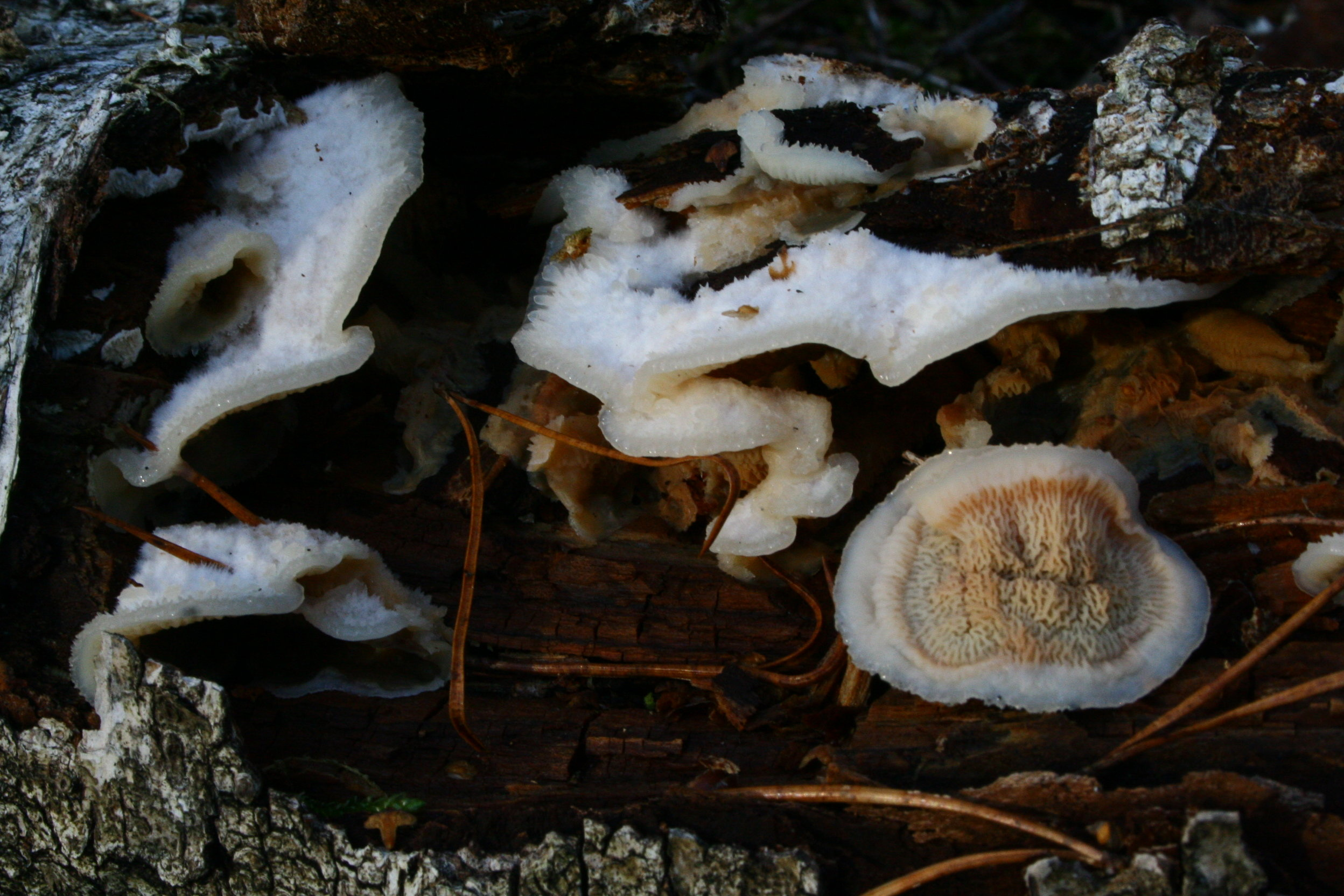
Merulius tremellosus

## Taxonomie

### Nom binomial accepté
Merulius tremellosus Schrad. 1794

### Synonymes
- Merulius imbricatus Balf.-Browne 1955
- Phlebia tremellosa (Schrad.) Nakasone & Burds. 1984
- Sesia tremellosa (Schrad.) Kuntze 1891
- Tremellosum Xylomyzon (Schrad.) Pers. 1825

## Description du sporophore
Hyménophore
Hyménophore de 2 à 7 cm, en formes irrégulières superposées et étalées mais parfois lobées, gélatineuse, à surface hérissée d'aspérités ayant l'aspect d'aiguillons ou paraissant laineuse.
Cuticule
Cuticule de couleur blanchâtre à crème pouvant être beaucoup plus vive de rose saumonné à rose orangé, à marge ondulée blanche à blanchâtre translucide ou parfois rosée.
Chair
La chair est mince, de couleur blanchâtre à jaunâtre.
Lames
néant : pores rosâtres à jaune-orangé.
Stipe
néant.
Sporée
Les spores sont blanches.

## Saison
Presque toute l'année mais surtout en automne, jusqu'au début de l'hiver.

## Habitat
Saprophyte, sur les souches, troncs et branches de feuillus et de conifères mais surtout des hêtres.

## Comestibilité
Non comestible.

## Confusion
Parfois possible avec Phlebia radiata lorsque les couleurs sont plus soutenues.